# Связь в Буркина-Фасо
Развитие средств связи в Буркина-Фасо ограничивается низкой выработкой электроэнергии даже в крупных городах. Использование телекоммуникаций практически отсутствует. По данным Международного союза электросвязи в 2004 году в стране было лишь 479,000 абонентов телефонной связи (из 11,000,000 жителей), при этом на 1000 жителей приходится 0,061 выделенная телефонная линия. Этот показатель достигает 42,05 выделенных линий/1000 жителей в Уагадугу, но и это крайне низкое значение.
Правительство Буркина-Фасо в своей стратегии развития телекоммуникаций ставит цель сделать услуги связи доступными для всех. Это планируется сделать путём приватизации Национальной телекоммуникационной службы (ONATEL) с внедрением телефонной связи в сельской местности в перспективе.
Использование Интернета также крайне невелико: лишь 40 пользователей на 1000 жителей (2004 год), всего 53,000 пользователей в стране по данным МСЭ. Интернет-сектор получил значительный импульс к развитию после прокладки нового опто-волоконного кабеля, увеличившего скорость соединения со старых 128 Кбит/с до 22 Мбит/с. Вторичные узлы доступа появляются в крупнейших городах, Интернет-кафе делают Интернет доступным для более широкого круга потенциальных пользователей.
Мобильная телефония показывает впечатляющий рост : с 2,700 абонентов (1998 год) до 398,000 (2004 г.), при этом абоненты мобильных сетей составили 83 % от общего количества пользующихся телефоном (МСЭ, 2006 год). Положительное влияние на сегмент мобильной телефонии оказала конкуренция между ведущими операторами Celtel, Télécel Faso и Telmob, которая привела к снижению тарифов и увеличению площади и плотности покрытия сетей.

## Статистические показатели
Выделенные телефонные линии: 94,800 (2006)
Абоненты мобильной связи: 1,611,000 (2007)
Телефония:
общие сведения:
- в 2009 году правительство продало 51 % пакет акций в Национальной телефонной компании, в дальнейшем в руках государства планируется *оставить только 23 % акций;
- выделенную стационарную линию имеет менее 1 % граждан;
- мобильные и сотовые технологии продвигаются множеством операторов, показывая впечатляющий рост с крайне низких отметок.

Внутри страны: радиорелейная связь, открытые провода, станции радиопередачи.
Международная: код страны — 226, спутники 1 — Intelsat (2007)
Радиостанции: AM 2, FM 26, коротковолновые 3 (2007)
Телевизионные каналы: 3 (1 национальный, 2 частных) (2007)
Интернет-провайдеры (ISPs): 1 (1999)
Интернет-хосты: 116 (2008)
Пользователи сети Интернет: 80,000 (2006)
Код страны и доменное имя: BF